# Caminho de Ferro do Limpopo
Caminho de Ferro do Limpopo (CFL), também chamado de Caminho de Ferro de Gweru-Maputo, é uma ferrovia que liga a cidade de Maputo, em Moçambique, à localidade de Somabula, no Zimbábue, seguindo o curso do rio Limpopo. Possui cerca de 900 km de extensão.
No trecho moçambicano, entre Maputo e Chicualacuala (antiga Malvernia), a empresa administradora é a Portos e Caminhos de Ferro de Moçambique (CFM); já no trecho zimbabuano, entre a localidade e de Niangambe e a de Somabula, a administração é feita pela empresa Ferrovias Nacionais do Zimbábue (National Railways of Zimbabwe).
Seu ponto de escoamento principal está no Porto de Maputo-Matola.

## História
A construção de uma linha férrea que deveria seguir paralela aos vales dos rios Incomati e Limpopo iniciou-se na década de 1910, ligando inicialmente a cidade de Moamba, a Magude e Ungubana, chegando até a vila de Xinavane. Tal trecho foi concluído no ano de 1914 e já colocado em operação.
Em maio de 1953 as obras da linha foram retomadas, fazendo a ligação de Ungubana (a ligação Ungubana-Xinavane tornou-se ramal) até Chócue e Caniçado, seguindo daí para o norte, alcançando Chicualacuala em 1955.
A segunda etapa da linha foi inaugurada em uma cerimónia realizada em 1 de agosto de 1955, onde estiveram presentes autoridades coloniais portuguesas e da Federação da Rodésia e Niassalândia. O trecho moçambicano inicialmente ligava Moamba e Chicualacuala (antiga Malvernia), utilizando-se o trecho do Caminho de Ferro de Ressano Garcia, entre Moamba e Maputo, para acessar o Porto de Maputo.
Na década de 1960 o governo da Rodésia concluiu a extensão da linha férrea, de Chicualacuala/Niangambe, passando por Rutenga, até chegar na estação de interconexão de Somabula.
A Guerra Civil Moçambicana, a partir de 1977, interrompeu o tráfego da ferrovia, causando, em virtude dos ataques e sabotagens, a degradação quase total do trecho moçambicano da linha.
O Caminho de Ferro do Limpopo chegou a ser restaurado na década de 1990, mas precisou ser praticamente reconstruído em 2004 após os danos causados pelas inundações em 2000 nos vales de Limpopo e Incomati.
Após a reinauguração, mudou definitivamente seu traçado, partindo de Maputo e não mais de Moamba, seguindo diretamente para Manhiça e Chócue; entretanto operou bem abaixo da capacidade, devido à fraca demanda do Zimbábue e de outros países vizinhos.

## Estações principais
As principais estações do CFL são:
- Estação de Infulene-Maputo
- Estação de Manhiça
- Estação de Chócue
- Estação de Chicualacuala
- Estação de Niangambe
- Estação de Mbizi
- Estação de Rutenga
- Estação de Zvishavane
- Estação de Somabula

## Acidentes
- Desastre ferroviário de Magude: ocorrido em 27 de março de 1974 em Magude (então conhecida como São Miguel), no Moçambique Português, quando um trem que transportava passageiros da Rodésia colidiu de frente com um trem de carga petrolífero moçambicano, causando uma explosão que matou 70 pessoas e feriu 200.[10][11] O fogo resultante foi de tal escala e calor que o trabalho de resgate foi impossível por alguns dias.[12]